# Betula megrelica
Betula megrelica är en björkväxtart som beskrevs av Dmitrii Ivanovich Sosnowsky. Betula megrelica ingår i släktet björkar, och familjen björkväxter. Inga underarter finns listade.